# Conveni de Viena sobre el dret dels tractats
El Conveni de Viena sobre el dret dels tractats és un tractat internacional elaborat en el marc de les Nacions Unides, el qual estableix les normes generals que han de seguir els estats a l'hora d'establir tractats i acords internacionals entre ells, dels compromisos que contreuen a través d'ells i de com resoldre les diferents qüestions que es poden plantejar durant la vida dels esmentats tractats.
Va ser redactat per la Comissió de Dret Internacional i, posteriorment, adoptat per una àmplia majoria a l'Assemblea General de les Nacions Unides el 23 de maig de 1969. No obstant, no va entrar en vigor fins al 27 de gener de 1980, ja que calia haver reunit la ratificació d'un mínim de 35 estats. Espanya s'hi va adherir el 16 de maig de 1972 i Andorra el 5 d'abril de 2004. Cap dels dos estats va formular cap reserva ni cap objecció, adoptant per tant el Conveni integralment. A finals del 2020 ja són 116 els estats parts d'aquest Conveni, entre els quals totes les principals potències excepte Estats Units i França.
Estats Units va signar el Conveni però encara no l'ha ratificat i, per tant, no n'és part. En la mateixa situació hi ha un total de 14 estats més, entre els quals l'Iran, el Pakistan, i Bolívia. Entre els que en són part, en canvi, a més de tots els països europeus, Rússia, Xina, Japó i molts més, també hi va haver –des de l'inici– la República de la Xina (nom oficial de Taiwan: un estat reconegut per altres 14 estats), però el 1971 va acabar cedint el seu lloc a la República Popular de la Xina davant l'hostilitat d'aquesta. L'absència de França –en canvi– és particular, perquè tot i haver participat activament en la redacció del Conveni i malgrat haver votat favorablement la majoria d'articles, va oposar-se al redactat d'alguns d'ells i va optar per ni signar-lo. A la pràctica, però, n'ha respectat les normes. El rebuig francès és més aviat d'ordre filosòfic: no s'oposa pas a la regulació internacional del dret dels tractats, sinó al fet que en el Conveni s'hi afirmi de forma genèrica que existeixen normes de ius cogens (normes consuetudinàries universals i imperatives) que poden imposar-se per damunt de les decisions sobiranes dels estats; allò que França no ha volgut admetre és l'existència d'un corpus indefinit de normes superiors (costums i principis generals), les quals no es troben plasmades en cap articulat concret.
Aquest Conveni a vegades també és anomenat Convenció de Viena o Tractat de Viena, si bé el sol estat que té el català com a idioma oficial –Andorra– l'ha traduït en el seu Butlletí Oficial del Principat d'Andorra (BOPA) com a Conveni, sent per tant la sola traducció oficial existent al català. D'altra banda, és la denominació correcta segons diferents diccionaris de la llengua catalana.

## Contingut
Aquest Conveni és important perquè va codificar els costums internacionals que ja es practicaven en matèria de tractats entre els estats. I a partir d'aquest recull, desenvolupa el dret internacional en la matèria. Tot i així, moltes de les regles que estableix són de caràcter supletori o subsidiari: és a dir que deixen la llibertat per tal que cada tractat internacional estableixi el seu propi règim jurídic. En canvi, si que són imperatives les regles que desenvolupen els grans principis del dret internacional, com la regla pacta sunt servanda recollida a l'article 26 i desenvolupada en altres articles.
Cal tenir present que aquest Conveni només regula els tractats, bilaterals o multilaterals, que s'estableixin entre diferents estats. Per això, per a complementar-lo, es va redactar posteriorment un altre Conveni que, en molts aspectes, recull mot per mot els preceptes d'aquest primer. Aquest Conveni complementari és el Conveni de Viena sobre el dret dels tractats entre Estats i organitzacions internacionals o entre organitzacions internacionals, signat a Viena el 21 de març de 1986.